# سچانگ
سچانگ (به صربی: Sečanj) یک شهرستان در صربستان است که در ناحیه بانات مرکزی واقع شده‌است. سچانگ ۷۷ متر بالاتر از سطح دریا واقع شده‌است.